# Daniel Bennett
Daniel Bennett (ur. 7 stycznia 1978 w Great Yarmouth w Wielkiej Brytanii) – singapurski piłkarz pochodzenia brytyjskiego, wychowanek Tiong Bahru United FC i zawodnik Tampines Rovers.
Reprezentant Singapuru, dwukrotny mistrz Azji Południowo-Wschodniej z kadrą narodową. Mistrz Singapuru 2002 (Singapore Armed Forces FC).

## Życiorys
Urodził się 7 stycznia 1978 w mieście Great Yarmouth w Wielkiej Brytanii. Gdy miał dwa lata, wraz z rodziną przeprowadził się do Singapuru. Tam ukończył Tanglin Trust School i United World College of South East Asia (jego ojciec, Andrew Bennett, był w tej szkole nauczycielem, a później, do 2004, rektorem), a następnie wyjechał do ojczyzny, by podjąć studia na Uniwersytecie Loughborough. Po ukończeniu nauki zajął się rozwojem swojej piłkarskiej kariery.

## Kariera klubowa
Bennett piłkarską karierę rozpoczynał w Tiong Bahru United FC z Queensland w Regionie Centralnym Singapuru. W meczu ligowym w barwach tego klubu zadebiutował w 1995. Następnie przeniósł się do Balestier Central FC. W 2000 powrócił do swojej macierzystej drużyny, która w międzyczasie została przemianowana na Tanjong Pagar United FC. Na boisko wybiegł już w sezonie 2001 i przed odejściem do Wrexham zanotował 35 występów oraz został uhonorowany tytułem singapurskiego piłkarza roku.
W walijskim czwartoligowcu nie wiodło mu się zbyt dobrze. W pierwszej jedenastce wystąpił jedynie 6 razy i już w następnym sezonie trafił z powrotem do Singapuru - do najbardziej utytułowanego klubu kraju, Singapore Armed Forces FC. Po roku powrócił jednak do Wrexham. W kolejnym sezonie znów grał w barwach SAFFC. Tam dano mu kolejną szansę i w ciągu dwóch lat (2003–2004) Bennet wystąpił 42 razy, strzelając 1 bramkę.
W sezonie 2005 i 2006 bronił barw innego klubu S-League, Woodlands Wellington. W 2007 ponownie reprezentował Singapore Armed Forces FC. NAstępnie grał w Geylang International i Tampines Rovers.

## Kariera reprezentacyjna
W reprezentacji Singapuru debiutował w 2002, w meczu towarzyskim z Filipinami, podczas którego strzelił nieuznanego gola. W 2005 i 2007 był podstawowym zawodnikiem kadry, która triumfowała w Mistrzostwach Azji Południowo-Wschodniej (zwanych również Tiger Cup) organizowanych przez ASEAN.
Od czasu debiutu, Bennet, wystąpił w 47 meczach drużyny narodowej, strzelając łącznie 5 bramek.